# Гайтан (украшение)

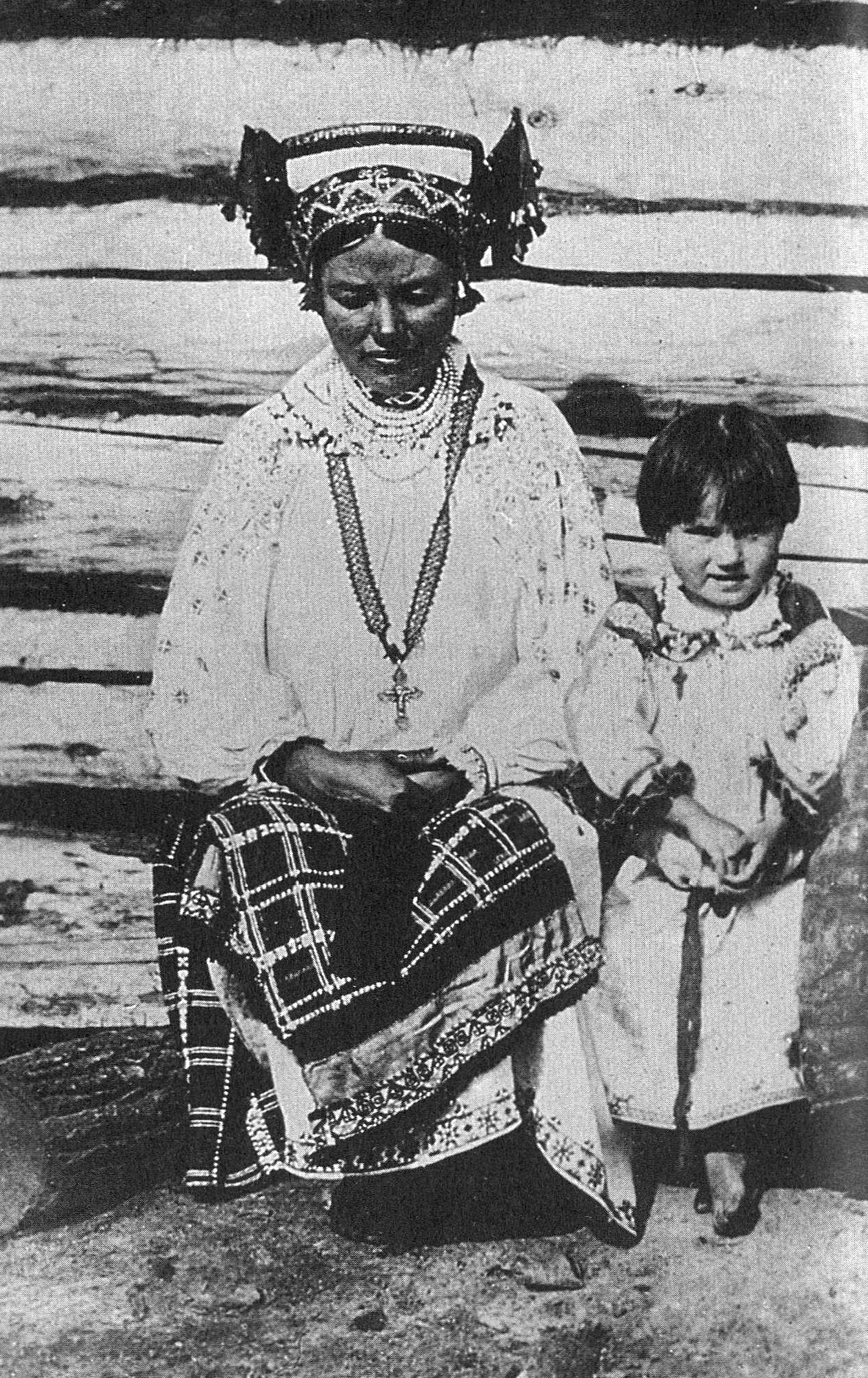
Гайтан. Орловская губерния, Севский уезд, деревня Логаревка. 1904

Гайта́н (из греч. γαιετανόν, от ср.-лат. gaitanum «пояс», другие названия: ита́н, поче́пка, чапочка) — многозначный термин, обозначающий несколько видов украшений:
1. нашейное украшение, шнурок, плетёная лента[1][2], на которой обычно носят нательный крест[3];
2. шнурок для зашнуровывания башмаков[2];
3. разноцветная тесьма[4] для обшивки ворота рубах, передников, лямок сарафана, подола юбок и т. д.[2]

## Виды гайтанов
В южнорусских губерниях гайтаны, как нашейные украшения, делились на нагрудные и наспинные, женщины в праздничный день могли надевать несколько тех и других:
1. Нагрудный гайтан — длинная полоса ткани шириной до 10 см, украшенная бисером, вышивкой, тканым узором, или длинная низанная из разноцветного бисера полоса. Два конца украшения соединялись медальоном, украшенным бисерными подвесками, иконками, крестом и т. д. Украшение надевалось на шею и спускалось по груди иногда до талии;
2. Наспинный гайтан — узкая длинная петля из красной, чёрной тесьмы, украшенной бисером. К тесьме прикреплялся крестик или образок, который спускался на грудь, и полосы тесьмы, украшенные бисером, блёстками, ракушками каури, кисточками разноцветного гаруса, которые спускались по спине.

В северных губерниях Европейской России гайтаны носили по праздничным дням крестьянки, надевая на шею таким образом, чтобы цепь спускалась на грудь несколькими петлями. Они представляли собой:
1. бусы из искусственного жемчуга;
2. серебряные цепи с прикреплённым к ним медальоном, крестиком, образком.